# Saint-Vincent (Italië)
Saint-Vincent is een gemeente in de Italiaanse regio Aostadal en telt 4833 inwoners (31-12-2004). De oppervlakte bedraagt 20,8 km², de bevolkingsdichtheid is 232 inwoners per km².

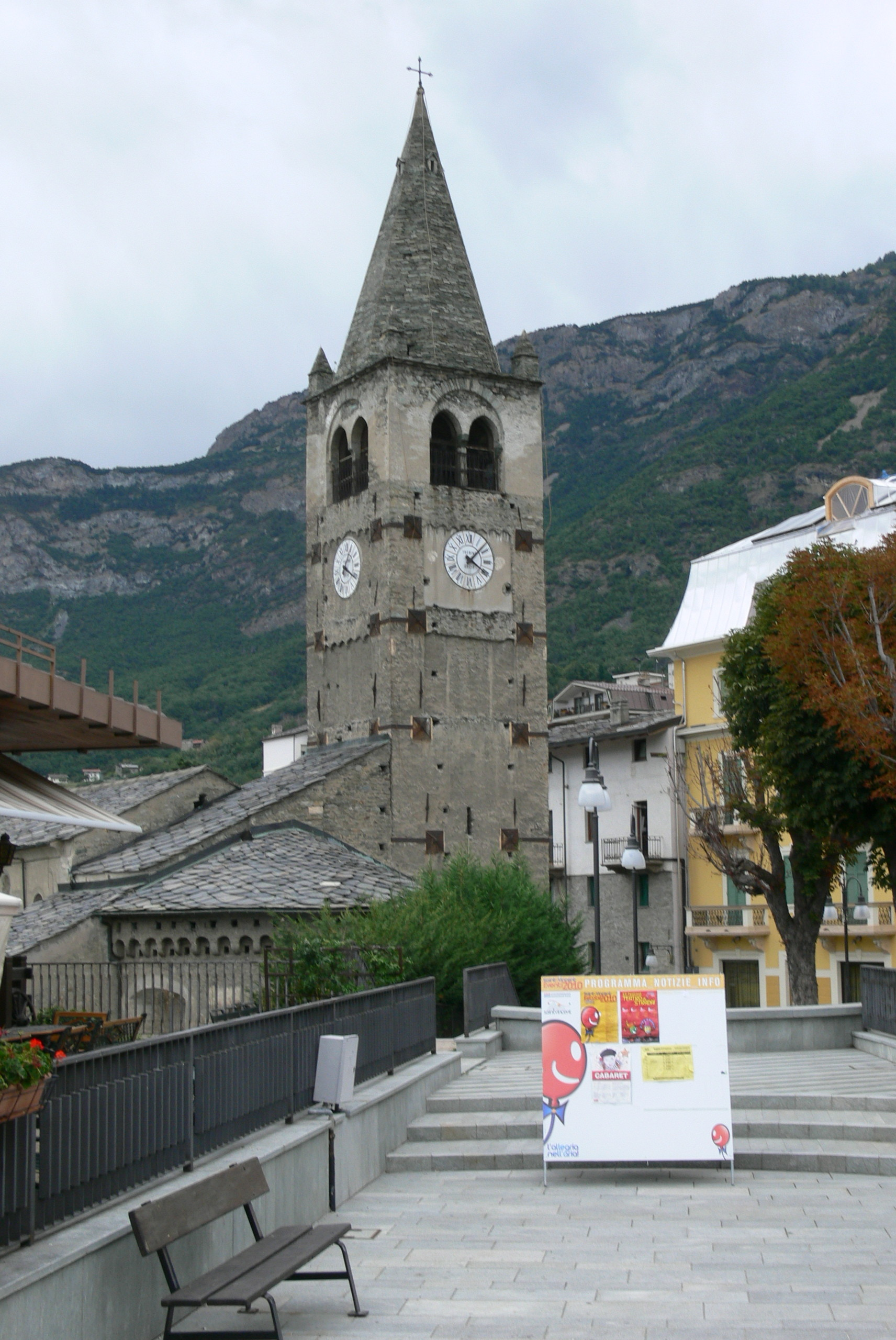
Sint-Vincentiuskerk
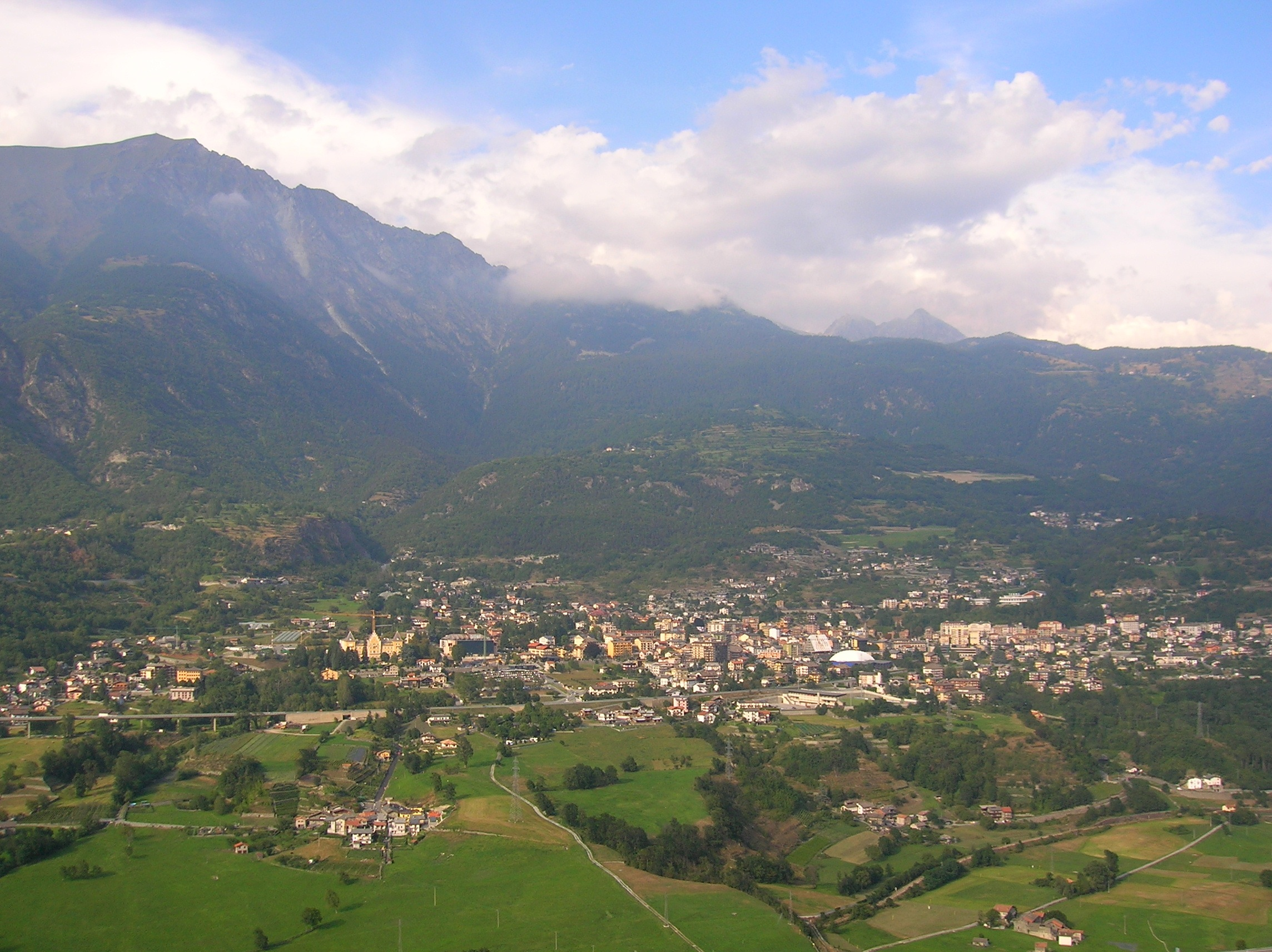
Uitzicht op Saint-Vincent vanuit Kasteel Ussel

## Demografie
Saint-Vincent telt ongeveer 2404 huishoudens. Het aantal inwoners daalde in de periode 1991-2001 met 3,6% volgens cijfers uit de tienjaarlijkse volkstellingen van ISTAT.
| Jaar | Inwoneraantal |
| ---- | ------------- |
| 1991 | 4860          |
| 2001 | 4687          |

## Geografie
De gemeente ligt op ongeveer 550 m boven zeeniveau.
Saint-Vincent grenst aan de volgende gemeenten: Ayas, Brusson, Châtillon, Émarèse, Montjovet.

## Sport
De stad was van 1986 tot en met 1989 gastheer van het ATP-tennistoernooi van Saint-Vincent.